# PussyTerror TV
PussyTerror TV (voller Name: Carolin Kebekus: PussyTerror TV) war eine von März 2015 bis Juli 2019 in veränderlichen Perioden ausgestrahlte Comedyshow mit Carolin Kebekus. Sie wurde zunächst im WDR Fernsehen, ab der 10. Episode (September 2016) im Ersten gesendet.
Die Nachfolge-Sendung Die Carolin Kebekus Show wird seit dem 21. Mai 2020 im Ersten ausgestrahlt.

## Konzept
In der Fernsehsendung wurden Parodien und aktuelle Stand-Ups gezeigt und mit Gesangs- und Tanzeinlagen begleitet. Dabei gab es sowohl Einspielfilme als auch Bühnenaktionen. Kebekus spielte in ihrer Show außerdem mehrere Rollen. Gesendet wurde aus einer alten Industriehalle in Köln.
Rebecca und Larissa war eine Video-Clip-Reihe, die in unregelmäßigen Abständen bei PussyTerror TV gezeigt wurde. Die beiden fiktiven Influencer Rebecca (gespielt von Carolin Kebekus) und Larissa (Martina Hill) hatten ihren eigenen YouTube-Kanal namens „Rebecca und Larissa erklären die Welt“. Sie erklärten dort in 3-bis-5-minütigen Clips Begriffe, die immer falsch dargestellt werden.

## Produktion und Veröffentlichung
Erstmals wurde die Serie am 21. März 2015 im WDR Fernsehen ausgestrahlt. Die erste Folge verfolgten live insgesamt starke 1,2 Millionen Zuschauer bei 4,4 Prozent Marktanteil. Bei den 4- bis 49-Jährigen sahen es 350.000 Zuschauer, was einem Marktanteil von 3,4 Prozent entspricht.
Am 29. September 2016 wurde der Sendeplatz von WDR Fernsehen in das Erste auf donnerstags um 22.45 Uhr gelegt. Dadurch wurde die Sendung aber auch von 60 auf 45 Minuten gekürzt. Weitere Ausstrahlungen erfolgten ebenfalls im NDR Fernsehen, SWR Fernsehen, rbb Fernsehen und One. Zudem wurde die Serie auf DVD und Blu-ray Disc veröffentlicht und steht auf Netflix, MySpass, Amazon Video und eingeschränkt in der ARD Mediathek und YouTube zur Verfügung.
Von jedem Jahr wurde außerdem ein „Best of“ produziert.

## Episodenliste

### Staffel 1
| Nr. (ges.) | Nr. (St.) | Gäste                                                  | Premiere D                         |
| ---------- | --------- | ------------------------------------------------------ | ---------------------------------- |
| 1          | 1         | Klaas Heufer-Umlauf, Ususmango und Thomas D            | 21. März 2015 (WDR Fernsehen)      |
| 2          | 2         | Katrin Bauerfeind, Faisal Kawusi und Ingmar Stadelmann | 18. April 2015 (WDR Fernsehen)     |
| 3          | 3         | Stefanie Heinzmann und Abdelkarim                      | 16. Mai 2015 (WDR Fernsehen)       |
| 4          | 4         | Tom Beck und Ingmar Stadelmann                         | 12. September 2015 (WDR Fernsehen) |
| 5          | 5         | Lena Meyer-Landrut und Torsten Sträter                 | 10. Oktober 2015 (WDR Fernsehen)   |
| 6          | 6         | Volker Weininger, Peter Brings und Friedemann Weise    | 21. November 2015 (WDR Fernsehen)  |

### Staffel 2
| Nr. (ges.) | Nr. (St.) | Gäste                                           | Premiere D                     |
| ---------- | --------- | ----------------------------------------------- | ------------------------------ |
| 7          | 1         | Stefanie Kloß, Andreas Nowak und Das Lumpenpack | 5. März 2016 (WDR Fernsehen)   |
| 8          | 2         | Sabine Heinrich und Vincent Pfäfflin            | 16. April 2016 (WDR Fernsehen) |
| 9          | 3         | Max Mutzke                                      | 14. Mai 2016 (WDR Fernsehen)   |
| 10         | 4         | Maxi Gstettenbauer                              | 29. September 2016 (Das Erste) |
| 11         | 5         | Clueso und Abdelkarim                           | 13. Oktober 2016 (Das Erste)   |
| 12         | 6         | Johann König und Teddy Teclebrhan               | 8. Dezember 2016 (Das Erste)   |

### Staffel 3
| Nr. (ges.) | Nr. (St.) | Gäste                                                           | Premiere D                    |
| ---------- | --------- | --------------------------------------------------------------- | ----------------------------- |
| 13         | 1         | Pierre M. Krause, Tim Bendzko und Friedemann Weise              | 16. März 2017 (Das Erste)     |
| 14         | 2         | Luke Mockridge und Torsten Sträter                              | 25. Mai 2017 (Das Erste)      |
| 15         | 3         | Bela B                                                          | 22. Juni 2017 (Das Erste)     |
| 16         | 4         | Dunja Hayali, Bastian Pastewka, Gentleman und Johannes Schröder | 7. September 2017 (Das Erste) |
| 17         | 5         | Wolfgang Niedecken und Kaya Yanar                               | 26. Oktober 2017 (Das Erste)  |

### Staffel 4
| Nr. (ges.) | Nr. (St.) | Gäste                                                    | Premiere D                |
| ---------- | --------- | -------------------------------------------------------- | ------------------------- |
| 18         | 1         | Moritz Bleibtreu, Namika und Martina Hill                | 17. Mai 2018 (Das Erste)  |
| 19         | 2         | Sasha und Helene Bockhorst                               | 24. Mai 2018 (Das Erste)  |
| 20         | 3         | Rea Garvey, Olaf Schubert und Martina Hill               | 31. Mai 2018 (Das Erste)  |
| 21         | 4         | Johannes Oerding, Bastian Bielendorfer und Axel Stein    | 7. Juni 2018 (Das Erste)  |
| 22         | 5         | Jeannine Michaelsen, Micky Beisenherz und Felix Lobrecht | 14. Juni 2018 (Das Erste) |
| 23         | 6         | Max Giesinger und Chris Tall                             | 21. Juni 2018 (Das Erste) |

### Staffel 5
| Nr. (ges.) | Nr. (St.) | Gäste                                           | Premiere D                |
| ---------- | --------- | ----------------------------------------------- | ------------------------- |
| 24         | 1         | Michael Kessler und Lena Meyer-Landrut          | 30. Mai 2019 (Das Erste)  |
| 25         | 2         | Larissa Rieß und Markus Barth                   | 6. Juni 2019 (Das Erste)  |
| 26         | 3         | Charlotte Roche und Anna Loos                   | 13. Juni 2019 (Das Erste) |
| 27         | 4         | Max Giermann und Stefanie Heinzmann             | 20. Juni 2019 (Das Erste) |
| 28         | 5         | Katrin Bauerfeind, Tobias Mann und Adel Tawil   | 27. Juni 2019 (Das Erste) |
| 29         | 6         | Laura Wontorra, Jan van Weyde und Bosse         | 4. Juli 2019 (Das Erste)  |
| 30         | 7         | Edin Hasanović und Wincent Weiss                | 11. Juli 2019 (Das Erste) |
| 31         | 8         | Luke Mockridge, Nelson Müller und David Kebekus | 18. Juli 2019 (Das Erste) |

### Best-of
Neben den fünf Staffeln wurden fünf „Best-ofs“ gezeigt.
| Nr. (ges.) | Nr. (St.) | Titel        | Premiere D                        |
| ---------- | --------- | ------------ | --------------------------------- |
| 1          | 1         | Best-of 2015 | 16. Januar 2016 (Das Erste)       |
| 2          | 2         | Best-of 2016 | 5. Januar 2017 (Das Erste)        |
| 3          | 3         | Best-of 2017 | 30. November 2017 (Das Erste)     |
| 4          | 4         | Best-of 2018 | 19. Juli 2018 (Das Erste)         |
| 5          | 5         | Best-of 2019 | 28. Dezember 2019 (WDR Fernsehen) |

## Auszeichnungen
- Deutscher Comedypreis 2015 in der Kategorie Beste-Personality-Show gewonnen[5]
- Deutscher Fernsehpreis 2016 in der Kategorie Beste Comedy/Kabarett[6]
- Deutscher Comedypreis 2016 in der Kategorie Beste Comedy Show gewonnen[7]
- nominiert für die Goldene Kamera 2017 in der Kategorie Publikumswahl Beliebteste Satire-Show[8]
- nominiert für Deutscher Fernsehpreis 2017 in der Kategorie Late Night Unterhaltung[9]
- nominiert für Deutscher Comedypreis 2017 in der Kategorie Beste Comedy-Show[10]
- Deutscher Comedypreis 2019 in der Kategorie Beste Comedy-Show[11]
- Juliane Bartel Medienpreis in der Kategorie Fernsehfilm und Fernsehserie[12]